# Гарсия, Касимиро
Касимиро Игнасио Гарсия Артиме (исп. Casimiro Ignacio García Artime; род. 12 апреля 1930, Астурия) — кубинский баскетболист. Участник летних Олимпийских игр 1948 и 1952 годов. Бронзовый призёр Игр Центральной Америки и Карибского бассейна 1950 года.

## Биография
Касимиро Гарсия родился 12 апреля 1930 года в испанской провинции Астурия.
В 1948 году вошёл в состав сборной Кубы по баскетболу на летних Олимпийских играх в Лондоне, занявшей 13-е место. Провёл 5 матчей, набрал 23 очка (12 в матчах со сборной Ирана, 11 — с Ирландией).
В 1950 году стал бронзовым призёром баскетбольного турнира Игр Центральной Америки и Карибского бассейна в Гватемале.
В 1952 году вошёл в состав сборной Кубы по баскетболу на летних Олимпийских играх в Хельсинки, занявшей 14-е место. Провёл 6 матчей, набрал 26 очков (10 в матче со сборной Египта, 6 — с Францией, по 4 — с Болгарией и Бельгией, 2 — с Чили).